# Relaciones Argelia-Venezuela
Las relaciones Argelia-Venezuela se refieren a las relaciones internacionales que existen entre Argelia y Venezuela. Las relaciones diplomáticas entre los países fueron establecidas en 1971. Ambos países son miembros de la Organización de Países Exportadores de Petróleo (OPEP).

## Historia
El 4 de julio de 1962, el presidente venezolano Rómulo Betancourt mandó un mensaje reconociendo a Argelia como Estado y felicitando al primer ministro Yusuf Ben Jedda por la independencia de su país.
Argelia y Venezuela establecieron relaciones diplomáticas en 1971 y desde entonces han suscrito acuerdos bilaterales en diversos ámbitos.
En enero de 2015, durante la crisis económica en Venezuela y la caída de los precios internacionales del petróleo, el presidente venezolano Nicolás Maduro realizó una gira por siete países en búsqueda de recursos y de apoyo para financiar los gastos del gobierno, incluyendo a Argelia, donde concluyó la gira.
Maduro realizó una visita oficial a Argelia en el verano de 2018, luego de asistir a la investidura oficial del presidente de Turquía Recep Tayyip Erdoğan, y nuevamente el 8 de junio de 2022, también después de haber visitado Turquía.

## Misiones diplomáticas
- Argelia tiene una embajada en Caracas.
- Venezuela tiene una embajada en Argel.[6]